# Espiner senzill
L'espiner senzill (Phacellodomus inornatus) és una espècie d'ocell de la família dels furnàrids (Furnariidae) 
que habita zones àrides amb matoll o cactus a les terres baixes de l'est de Colòmbia i nord de Veneçuela.
Considerat durant molt de temps coespecífic amb l'espiner front-roig (P. rufifrons), avui és considerat una espècie diferent.